# Panamerikanische Spiele 1955/Tennis
Die Tenniswettbewerbe der II. Panamerikanischen Spiele 1955 wurden vom 13. bis 20. März auf der Anlage des Centro Deportivo Chapultepec in Mexiko-Stadt ausgetragen. Es wurden bei Damen und Herren im Einzel und Doppel sowie im Mixedwettbewerb Medaillen vergeben.

## Herren

### Einzel
| Platz | Land               | Spieler       |
| ----- | ------------------ | ------------- |
| 1     | Vereinigte Staaten | Arthur Larsen |
| 2     | Argentinien        | Enrique Morea |
| 3     | Chile              | Luis Ayala    |

### Doppel
| Platz | Land               | Spieler                      |
| ----- | ------------------ | ---------------------------- |
| 1     | Mexiko             | Mario Llamas Gustavo Palafox |
| 2     | Argentinien        | Enrique Morea Alejo Russell  |
| 3     | Vereinigte Staaten | Arthur Larsen Edward Moylan  |

## Damen

### Einzel
| Platz | Land      | Spielerin        |
| ----- | --------- | ---------------- |
| 1     | Mexiko    | Rosa María Reyes |
| 2     | Mexiko    | Yolanda Ramírez  |
| 3     | Brasilien | Ingrid Metzner   |

### Doppel
| Platz | Land        | Spielerinnen                      |
| ----- | ----------- | --------------------------------- |
| 1     | Mexiko      | Yolanda Ramírez Rosa María Reyes  |
| 2     | Argentinien | Edda Buding Graciela Lombardi     |
| 3     | Brasilien   | Maria Esther Bueno Ingrid Metzner |

## Mixed
| Platz | Land        | Spieler                                  |
| ----- | ----------- | ---------------------------------------- |
| 1     | Mexiko      | Yolanda Ramírez Gustavo Palafox          |
| 2     | Argentinien | Felisa Piedrola de Zappa Enrique Morea   |
| 3     | Argentinien | María Luisa Terán de Weiss Alejo Russell |

## Medaillenspiegel
| Platz | Land               | Gold | Silber | Bronze | Gesamt |
| ----- | ------------------ | ---- | ------ | ------ | ------ |
| 01    | Mexiko             | 4    | 1      | —      | 5      |
| 02    | Vereinigte Staaten | 1    | —      | 1      | 2      |
| 03    | Argentinien        | —    | 4      | 1      | 5      |
| 04    | Brasilien          | —    | —      | 2      | 2      |
| 05    | Chile              | —    | —      | 1      | 1      |